# Kreisligalegende

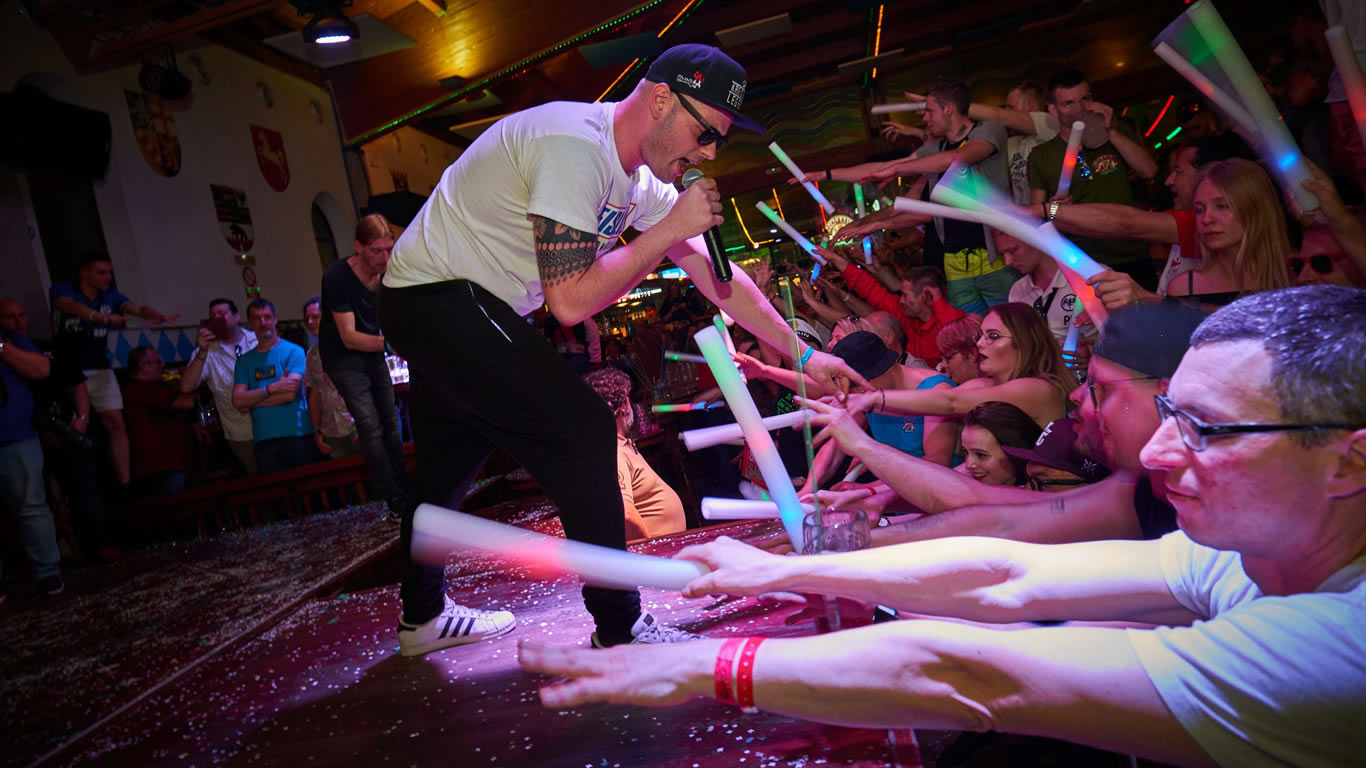
Kreisligalegende im Bierkönig auf Mallorca (2019)

Kreisligalegende (* 1988 in Wetzlar, bürgerlich Tobias Sergeo) ist ein deutscher Partyschlagersänger.

## Karriere
Kreisligalegende stammt aus dem Solmser Stadtteil Oberbiel. Unter seinem bürgerlichen Namen Tobias Sergeo machte er in Burgsolms seine mittlere Reife und schloss 2010 seine Ausbildung zum Elektroniker für Energie- und Gebäudetechnik ab. Nach dem Zivildienst in der Pflege arbeitete er im Elektromaterial-Vertrieb.
Schon in seiner Schulzeit legte er als DJ auf, später auch in Clubs. 2012 gründete er mit anderen das Label „Kreisligafußball – Das Bier gewinnt“, das 2023 auf Facebook und Instagram insgesamt über 900.000 Follower zählt. Durch diese Präsenz entstand der Kontakt zu Ikke Hüftgold. Sergeo erschuf im Jahr 2017 die Kunstfigur Kreisligalegende.
2017 wurde der Modeste Song veröffentlicht, kurze Zeit später Kreisligalegenden, mit Einstieg auf Platz 1 der iTunes Charts, vor Helene Fischer.
2018 trat er nach der Unterzeichnung eines Exklusivvertrages beim Plattenlabel Summerfield Records neben Veranstaltungen in Deutschland, der Schweiz und Österreich auch erstmals im Bierkönig auf Mallorca auf. Seit 2019 zählt er mit einem Exklusivvertrag zum festen Partykünstler-Kreis auf der Insel, mit etwa drei Auftritten pro Monat. Auch am „Goldstrand“ in Bulgarien und in Lloret de Mar tritt er live auf.
2019 erschienen die Songs HW4 (Halb Mensch, halb Tier), Wir fahr´n gern zu den Tschechen und Geh doch. Im gleichen Jahr erschien sein Buch Kreisligalegende – Absch(l)ussfahrt auf Mallorca, die Fortsetzung im Jahr 2021.
Seit 2020 ist er für die Sportzeitschrift Kicker als Gastautor tätig.
2020 erschien eine Coverversion von Eine Muh, eine Mäh zusammen mit Udo Mc Muff und Ikke Hüftgold, die Platz 53 der deutschen Charts erreichte.
Im Jahr 2022 erschien Dorflove, der Platz 17 der deutschen Single-Trend-Charts erreichte.

## Diskografie
Singles
- 2017: Modeste Song (Ikke Hüftgold & VfL Eschhofen feat. Kreisligalegende)
- 2017: Kreisligalegenden (mit Summerfield United)
- 2019: HW4 (Halb Mensch, halb Tier)
- 2019: Wir fahr´n gern zu den Tschechen (mit Ikke Hüftgold feat. Everything for the Cat)
- 2019: Modeste Song (Welcome Home Mix) (Ikke Hüftgold & VfL Eschhofen feat. Kreisligalegende)
- 2019: Geh doch
- 2020: Kalou Song (feat. Ikke Hüftgold)
- 2020: Feiern wie ein Kreisligist (feat. M.I.K.I)
- 2020: Er bleibt gleich
- 2020: Eine Muh, eine Mäh (mit Udo Mc Muff & Ikke Hüftgold)
- 2021: Lewandowski Song (feat. Ikke Hüftgold)
- 2022: Engländerin
- 2022: Dorflove (mit Honk! & Thekensportlerz; #17 der deutschen Single-Trend-Charts am 30. September 2022[6])
- 2022: Hinteregger Song (feat. Ikke Hüftgold)
- 2022: Wir saufen nicht (feat. 257ers & M.I.K.I)
- 2022: Schwedische Sabinen (feat. Ikke Hüftgold)
- 2022: Nudelsuppe (feat. NoooN)
- 2024: Wie ein Specht (feat. Fette Party & Egon Kowalski)[7]